# Unidad Habitacional el Paraíso
Unidad Habitacional el Paraíso är en ort i Mexiko.   Den ligger i kommunen Hueytamalco och delstaten Puebla, i den sydöstra delen av landet, 200 km öster om huvudstaden Mexico City. Unidad Habitacional el Paraíso ligger 343 meter över havet och antalet invånare är 144.
Terrängen runt Unidad Habitacional el Paraíso är kuperad västerut, men österut är den platt. Runt Unidad Habitacional el Paraíso är det ganska tätbefolkat, med 104 invånare per kvadratkilometer. Närmaste större samhälle är Tlapacoyan, 16,7 km sydost om Unidad Habitacional el Paraíso. Omgivningarna runt Unidad Habitacional el Paraíso är en mosaik av jordbruksmark och naturlig växtlighet.